# Kwartieren van Friesland
De kwartieren van Friesland vormden een bestuurlijke indeling (1579-1795) van Friesland.
De voormalige gouwen Oostergo, Westergo en Zevenwouden waren de drie plattelandskwartieren, onderverdeeld in dertig (respectievelijk elf, negen en tien) grietenijen. Het vierde kwartier was een stedenkwartier en bestond uit de Friese elf steden.
De Volmachten (afgevaardigden) op de Friese landdag gingen na de openingszitting in Leeuwarden uiteen in vier Kamers, die overeenkwamen met de vier kwartieren van het gewest. Daar werden de zaken van de regio besproken.

## Kwartieren
| Kwartier    | Vlag | Wapen | Aantal | Grietenijen/ steden |
| ----------- | ---- | ----- | ------ | --- |
| Oostergo    |      |       | elf    | Achtkarspelen, Dantumadeel, Ferwerderadeel, Idaarderadeel, Kollumerland en Nieuwkruisland, Leeuwarderadeel, Oostdongeradeel, Rauwerderhem, Smallingerland, Tietjerksteradeel en Westdongeradeel |
| Westergo    |      |       | negen  | Baarderadeel, Barradeel, Franekeradeel, Hemelumer Oldeferd, Hennaarderadeel, Het Bildt, Menaldumadeel, Wonseradeel en Wymbritseradeel                                                           |
| Zevenwouden |      |       | tien   | Aengwirden, Doniawerstal, Gaasterland, Haskerland, Lemsterland, Ooststellingwerf, Opsterland, Schoterland, Utingeradeel en Weststellingwerf                                                     |
| Steden      |      |       | elf    | Bolsward, Dokkum, Franeker, Harlingen, Hindeloopen, IJlst, Leeuwarden, Sloten, Sneek, Stavoren en Workum                                                                                        |

Beelden met wapens van de kwartieren bevinden zich op het bordes van de Kanselarij in Leeuwarden.